# Андріантомпунімерина І
Андріантомпунімерина І (*д/н — 1710) — 1-й мпанзака (володар) Імерина-Імароватана у 1710 році.

## Життєпис
Син Андріамасінавалуни, мпанзаки Імерини, від його другої дружини Рамананандріянджаки. Замолоду отримав в управління місто Амбогідратрімо. наприкінці 1690-х років до них додалися землі Амбогітріміманганага і Фандравазана до Амбоанани — область Імароватана.
З цього часу став планувати захопити усю владу в державі. Приблизно на початку 1700-х років підступом захопив батька, від якого вимагав передати йому владу в державі Імерина, але той відмовлявся. На запити зведених братів відповідав, що його батькові гостити у нього подобається.
Зрештою Андріамасінавалуна зумів втекти до столиці Антананаріву, де помер близько 1710 року. Андріантомпунімерина І не визнав влади офіційного спадкоємця трону — Андріамбонімени, прийнявши титул мпанзаки. Проте через місяць помер від якоїсь важкої хвороби. Йому спадкував старший син Андріанананімерина.